# Uruñuela
Uruñuela – gmina w Hiszpanii, w prowincji La Rioja, w La Rioja, o powierzchni 13,62 km². W 2011 roku gmina liczyła 967 mieszkańców.